# Potestat reglamentària
La potestat reglamentària és la prerrogativa per la qual les administracions públiques poden crear normes amb rang reglamentari, és a dir, normes subordinades a les lleis, ja siguin aprovades via ordres, decrets o instruccions. No és privativa del poder executiu, altres òrgans també poden exercir-la. Així per exemple, les cambres del parlament o tribunals superiors de justícia. Tot i així, la potestat reglamentària està radicada principalment en l'executiu. S'acostuma a distingir entre una potestat reglamentària clàssica i una altra moderna:
- La clàssica és aquella reconeguda al cap d'estat, o cap de govern, per regular l'aplicació concreta de les lleis: s'anomena també potestat d'execució, ja que el seu objectiu és executar la constitució i les lleis en els assumptes en què sigui necessari concretar les disposicions formulades en les normes generals i abstractes.
- La moderna és aquella que es confereix al cap d'estat o de govern per a l'execució de la Constitució en totes aquelles matèries que aquesta no ha reservat expressament a la Llei S'anomena també autònoma doncs s'exerceix amb independència de la Llei i en tots els assumptes que la Constitució no encomana expressament a aquesta.